# Kanal Cannaregio
Kanal Cannaregio (talijanski: canale di Cannaregio) je jedan od najvažnijih kanala u Veneciji, Italija. On povezuje Kanal Grande sa sjevernim obalama Cannaregia u laguni. Po svojim dimenzijama je veliki kanal, puno širi od kanala u centru, tako da se po njemu osim gondola plove i vaporetti javnog prijevoza (ACTV).

## Znamenosti uz kanal Cannaregio
Na kanalu su najimpresivnija dva mosta, koji su i gradske atrakcija Ponte delle Guglie, izgrađen u 16. stoljeću i Ponte dei Tre Archi, jedini višelučni most u Veneciji.
Uz obale kanala kod spoja s Kanalom Grande (na zapadnoj obali) nalazi se i kip Svetog Ivana Nepomuka, djelo venecijanskog kipara Morlaitera iz 18. stoljeća. Uz kanal leže i neke od poznatijih venecijanskih palača, od kojih je najpoznatija Palazzo Labia (kod spoja s Kanalom Grande) ostale palače koje vrijedi spomenuti su; Priuli Venier Manfrin, Savorgnan, Bonfadini Vivante, Testa i Surian Bellotto. Uz taj kanal leže i crkve San Giobbe, San Geremia i Santa Maria delle Penitenti sa samostanom.